# Mare Chronium
Mare Chronium és una característica d'albedo a la superfície de Mart, localitzada amb el sistema de coordenades planetocèntriques a -57.7 ° latitud N i 150 ° longitud E. El nom va ser aprovat per la UAI l'any 1958 i fa referència al Mar Croni, la part nord de la mar mundial on predominava l'eterna calma, perillosa per als vaixells.